# EK Zell am See
L'EK Zell am See è una squadra di hockey su ghiaccio di Zell am See, in Austria. È uno dei club più antichi e maggiormente seguiti del panorama hockeistico austriaco.
A livello nazionale la squadra vanta la vittoria di 7 titoli di Österreichische Eishockey-Nationalliga (il secondo livello del campionato austriaco). La squadra ha disputato i primi 4 campionati di AHL prima di ritirarsi dal torneo nel 2020. Già nel corso del 2021 tuttavia, il team annunciava in maniera ufficiosa la volontà a tornare a disputare il torneo transfrontaliero per perfezionare la reiscrizione nella primavera dello stesso anno arrivando poi a vincere il titolo nel 2025, prima squadra austriaca a riuscire nell'impresa.